# Informe sobre Desarrollo Humano
| 0.800–1.000 (muy alto) 0.700–0.799 (alto) 0.550–0.699 (medio) | 0.350–0.549 (bajo) sin datos |

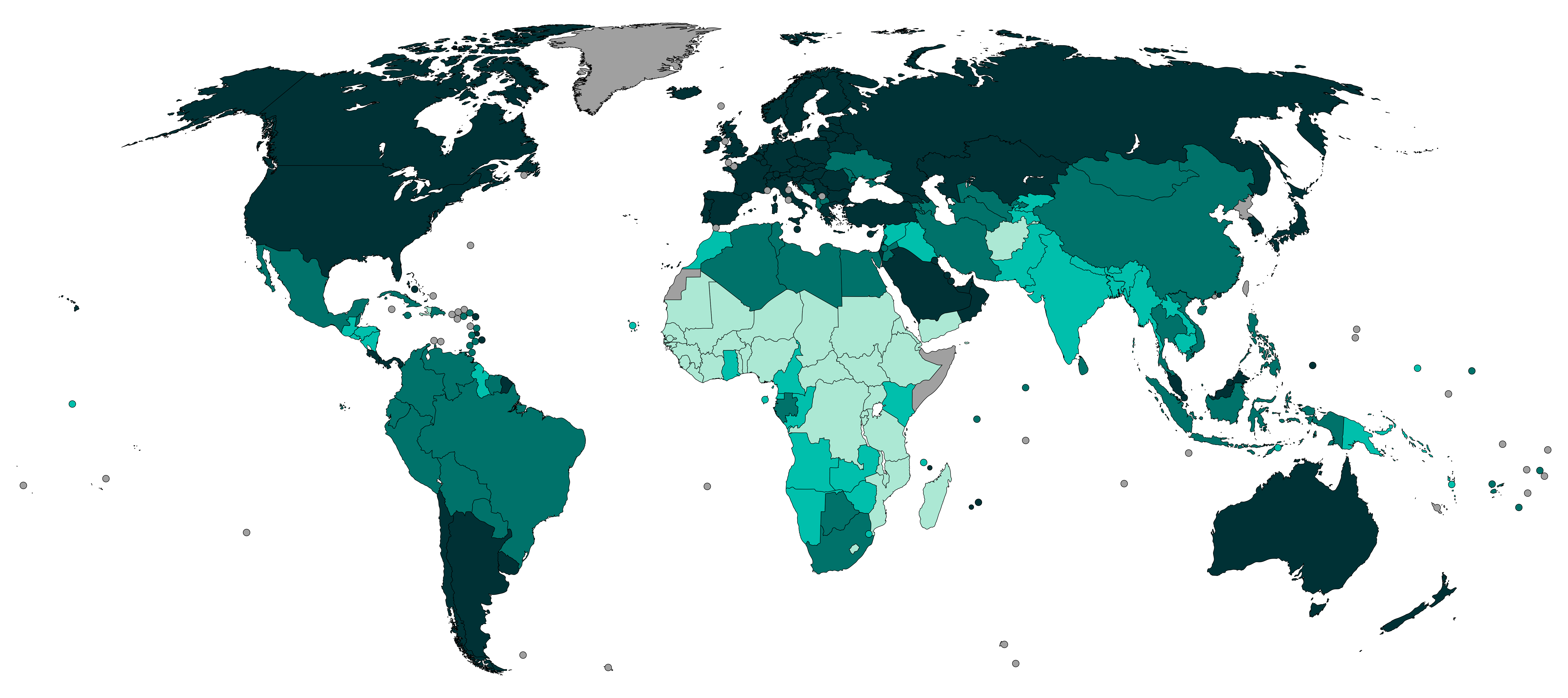
Mapa mundial con la representación del Índice de Desarrollo Humano (datos de 2019, publicado en 2020).

El Informe sobre Desarrollo Humano (Human Development Report, HDR) es un informe anual sobre el Índice de desarrollo humano publicado por la Oficina de Desarrollo Humano del Programa de las Naciones Unidas para el Desarrollo (PNUD-UNDP).

## Historia de los informes sobre Desarrollo Humano

### El primer informe de Desarrollo Humano de 1990
El primer IDH fue lanzado en 1990 por el economista paquistaní Mahbub ul Haq y el premio Nobel indio Amartya Sen. Desde entonces, los informes se han publicado cada año y han explorado diferentes temas a través del enfoque del desarrollo humano, que sitúa a las personas en el centro del proceso de desarrollo.
La Asamblea General de las Naciones Unidas garantiza la independencia editorial de los informes. Se consideran informes para el PNUD, no del PNUD. Esto permite a cada informe una mayor libertad para explorar ideas y cuestionar constructivamente las políticas. Cada informe presenta también un conjunto actualizado de índices, incluido el Índice de Desarrollo Humano (IDH), que es una medida de los logros medios en las dimensiones básicas del desarrollo humano en todos los países, y un compendio de estadísticas clave de desarrollo relevantes para el tema del informe. El informe es traducido a más de 100 idiomas y divulgado a más de 150 países.
El objetivo de los informes es situar a las personas en el centro del proceso de desarrollo humano en términos de debate económico, política y promoción. El desarrollo se caracterizaba por ofrecer opciones y libertades que dieran lugar a resultados generalizados.
"Las personas son la verdadera riqueza de una nación", escribió Haq en las primeras líneas del primer informe en 1990. "El objetivo básico del desarrollo es crear un entorno que permita a las personas disfrutar de una vida larga, saludable y creativa". Esto puede parecer una verdad simple. Pero a menudo se olvida en la preocupación inmediata por la acumulación de productos básicos y riqueza financiera".
El Informe sobre Desarrollo Humano de 2010 examinó las tendencias del desarrollo humano y mostró que la mayoría de los países en desarrollo han realizado progresos espectaculares, aunque a menudo subestimados, en materia de salud, educación y niveles de vida básicos desde 1970, y que muchos de los países más pobres son los que más han avanzado.
A lo largo de los años se han introducido nuevos y variados índices en los diferentes informes.

## Últimos informes sobre Desarrollo Humano

### Informe sobre Desarrollo Humano de 2019
El informe sobre Desarrollo Humano de 2019 se tituló Más allá del ingreso, más allá de los promedios, más allá del presente:
Desigualdades del desarrollo humano en el siglo XXI. El autor principal fue Pedro Conceição, y entre los colaboradores externos destacan los siguientes miembros del World Inequality Lab: Lucas Chancel, Denis Cogneau, Amory Gethin, Alix Myczkowski y Thomas Piketty.
El Informe sobre Desarrollo Humano 2019 analiza la aparición de nuevas desigualdades, no solamente desigualdades económicas sino también desigualdades sociales, en alimentación, educación, salud, etcétera. Se ha producido una reducción de la brecha de los niveles de vida básicos, ya que muchas personas han conseguido huir de la pobreza, el hambre y las enfermedades en todo el mundo. Empero, se observa también que las capacidades que necesitarán las personas para competir en el futuro inmediato han cambiado y han abierto una nueva brecha en el campo de la educación superior y en el acceso a la banda ancha, elementos cruciales para competir y hacerse un hueco en la sociedad del conocimiento. Así, cada vez aumentan más los jóvenes con estudios pero sin opciones para mejorar en su posición laboral y social. A la vez, el cambio climático, la desigualdad de género y los conflictos violentos siguen provocando y consolidando las desigualdades básicas que se profundizarán y dejarán el poder y el dominio político en manos de unos pocos. 
El informe señala que las desigualdades están aumentando y es urgente que se tomen medidas que contrarresten y eviten un futuro incierto y desastroso para la mayoría social global. La desigualdad comienza en el momento del nacimiento, define la libertad y las oportunidades de los niños, adultos y personas mayores y se transmite a la siguiente generación. De igual modo, las políticas destinadas a prevenir las desigualdades también pueden seguir el ciclo vital. Desde las inversiones pre-mercado laboral en la salud y la nutrición de los niños de corta edad hasta las inversiones de mercado y post-mercado laboral en pro del acceso al capital, los salarios mínimos y los servicios sociales, los políticos y responsables de la formulación de políticas disponen de una batería de opciones que, si se combinan correctamente para responder al contexto de cada país o grupo, se traducirán en una inversión en igualdad y sostenibilidad a lo largo de toda la vida.

### Informe sobre Desarrollo Humano de 2020
El informe 2020 afirma que las inmensas presiones humanas sobre el planeta han dado paso a una nueva época geológica, el Antropoceno, o Época geológica de los Humanos. Por ello, el informe introduce un nuevo índice para tener en cuenta estas presiones, el Índice de Desarrollo Humano Ajustado a las Presiones Planetarias (IDHP), que incluye las emisiones de dióxido de carbono y la huella material de un país. En el prólogo del informe, el administrador del PNUD, Achim Steiner, afirmó que "los seres humanos ejercen más poder que nunca sobre el planeta". Tras el COVID-19, las temperaturas récord y la espiral de la desigualdad, ha llegado el momento de utilizar ese poder para redefinir lo que entendemos por progreso, en el que nuestras huella de carbono y consumo dejen de estar ocultas"."
El informe advierte que muchos países ricos y muy desarrollados caen en picado en los índices de impacto medioambiental. Así ocurrre con Estados Unidos, que baja 45 puestos. En cambio, países con una huella ecológica más ligera como Costa Rica, Moldavia y Panamá que suben en el índice unos 30 puestos.

## Lista de informes de desarrollo humano
Los informes, independientes, tienen un orientación específica cada año:
- 2021/2022 Tiempos inciertos, vidas inestables: dando forma a nuestro futuro en un mundo en transformación
- 2020 - La próxima frontera: el desarrollo humano y el antropoceno (The Next Frontier: Human Development and the Anthropocene).[2]
- 2019 - Más allá de los ingresos, más allá de los promedios, más allá de la actualidad: Las desigualdades en el desarrollo humano en el siglo XXI (Beyond income, beyond averages, beyond today: Inequalities in human development in the 21st century)
- 2018 - Índices e indicadores de desarrollo humano (Human Development Indices and Indicators)
- 2016 - Desarrollo humano el camino a seguir (Human Development the Way ahead)
- 2015 - Trabajar por el desarrollo humano (Work for Human Development)
- 2014 - Sostener el progreso humano: Reducir las vulnerabilidades y aumentar la resiliencia (Sustaining Human Progress: Reducing Vulnerabilities and Building Resilience)
- 2013 - El ascenso del Sur: El progreso humano en un mundo diverso (The Rise of the South: Human Progress in a Diverse World)
- 2011 - Sostenibilidad y Equidad: Un futuro mejor para todos (Sustainability and Equity: A Better Future for All)
- 2010 - La verdadera riqueza de las naciones: Caminos al Desarrollo Humano (The Real Wealth of Nations: Pathways to Human Development)
- 2009 - Superando barreras: Movilidad humana y desarrollo (Overcoming barriers: Human mobility and development)
- 2007/2008 - La lucha contra el cambio climático: La solidaridad humana en un mundo dividido (Fighting climate change: Human solidarity in a divided world)
- 2006 - Más allá de la escasez: Poder, pobreza y la crisis mundial del agua (Beyond scarcity: Power, poverty and the global water crisis)
- 2005 - La cooperación internacional en la encrucijada: Ayuda, comercio y seguridad en un mundo desigual (International cooperation at a crossroads: Aid, trade and security in an unequal world)
- 2004 - La libertad cultural en el mundo diverso de hoy (Cultural Liberty in Today's Diverse World)
- 2003 - Los Objetivos de Desarrollo del Milenio: Un pacto entre naciones para acabar con la pobreza humana (Millennium Development Goals: A Compact Among Nations to End Human Poverty)
- 2002 - Profundizar la democracia en un mundo fragmentado (Deepening Democracy in a Fragmented World)
- 2001 - Poner las nuevas tecnologías al servicio del desarrollo humano (Making New Technologies Work for Human Development)
- 2000 - Derechos humanos y desarrollo humano (Human Rights and Human Development)
- 1999 - La globalización con rostro humano (Globalization with a Human Face)
- 1998 - Consumo para el desarrollo humano (Consumption for Human Development)
- 1997 - Desarrollo humano para erradicar la pobreza (Human Development to Eradicate Poverty
- 1996 - Crecimiento económico y desarrollo humano (Economic Growth and Human Development)
- 1995 - Género y Desarrollo Humano (Gender and Human Development)
- 1994 - Nuevas dimensiones de la seguridad humana (New Dimensions of Human Security)
- 1993 - Participación de los ciudadanos (People's Participation)
- 1992 - Dimensiones globales del desarrollo humano (Global Dimensions of Human Development)
- 1991 - Financiación del desarrollo humano (Financing Human Development)
- 1990 - Concepto y medición del desarrollo humano (Informe de desarrollo humano 1990 - Concept and Measurement of Human Development)

## Índices relacionados con el Desarrollo Humano
- Índice de desarrollo humano
- Índice de pobreza multidimensional
- Índice de pobreza
- Índice de desarrollo humano relativo al género
- Índice de potenciación de género
- Índice de Paz Global
- Anexo:Países_por_Índice_de_Progreso_Social_(SPI)
- Índice del Planeta Feliz
- Índice global de felicidad
- Anexo:Índice de pobreza humana para países en desarrollo
- Índice de pobreza humana para países de la OCDE seleccionados
- Anexo:Países por índice de desarrollo humano
- Anexo:Países por IDH ajustado por desigualdad
- Anexo:Países por igualdad de ingreso
- Anexo:Países por índice de desigualdad de género
- Anexo:Países por Índice Prescott-Allen